# Fliegentüten-Heinrich
Fliegentüten-Heinrich hieß der Titelheld einer Reihe kurzer stummer Filmkomödien, die zwischen Spätherbst 1917 und Herbst 1918 bei der Berliner Film-Manufaktur GmbH entstanden. Produzent war Friedrich Zelnik. Der Magdeburger Musiker und Komiker Paul Beckers, der die Figur bereits auf der Bühne und später auf der Grammophonplatte verkörpert hatte, tat dies hier auch vor der Kamera.

## Hintergrund
“Fliegentüten-Heinrich” heißt ein Mann, der als ambulanter Händler sein Auskommen durch den Verkauf von Fliegentüten, mit Leim präparierten Papierkegeln zum Fliegenfangen, zu bestreiten sucht. Die Figur geht auf ein Magdeburger Stadtoriginal zurück und war sehr populär. Sie war sogar in Amerika bekannt.
Die „Fliegentüten-Heinrich“-Filme waren zwischen einem und drei Akten lang. Die erste Folge mit dem Titel „Der Fliegentüten-Heinrich“ wurde im November 1917 erstmals zensiert, die letzte im Herbst 1918. Bis auf die Folge vom „Fliegentüten-Othello“, bei welcher Carl Boese Regie führte, ist nicht mehr bekannt, wer die Regisseure waren. Auch über die anderen Darsteller liegen (augenblicklich) keine Nachrichten vor.
Bei zwei „Fliegentüten-Heinrich“-Komödien, die nach 1920 bei einer anderen Produktion entstanden sind, ist die Mitwirkung Beckers' nicht bestätigt.

## Filmographie
1917: Der Fliegentüten-Heinrich
1918: Der Fliegentüten-Othello
1918: Fliegentüten-Heinrichs Pech
1918: Fliegentüten-Heinrich als Rentier
1918: Fliegentüten-Heinrich als Don Juan
1918: Fliegentüten-Heinrich als Ehestifter
- Eine “Mercedes-Film GmbH (Dresden)” meldete zum 21. Februar 1921 zur Prüfung an:

1920/21: Fliegentüten-Heinrich als Filmdirektor.
1921: Fliegentüten-Heinrich lernt reiten!